# Komunikacyjny Związek Komunalny Górnośląskiego Okręgu Przemysłowego

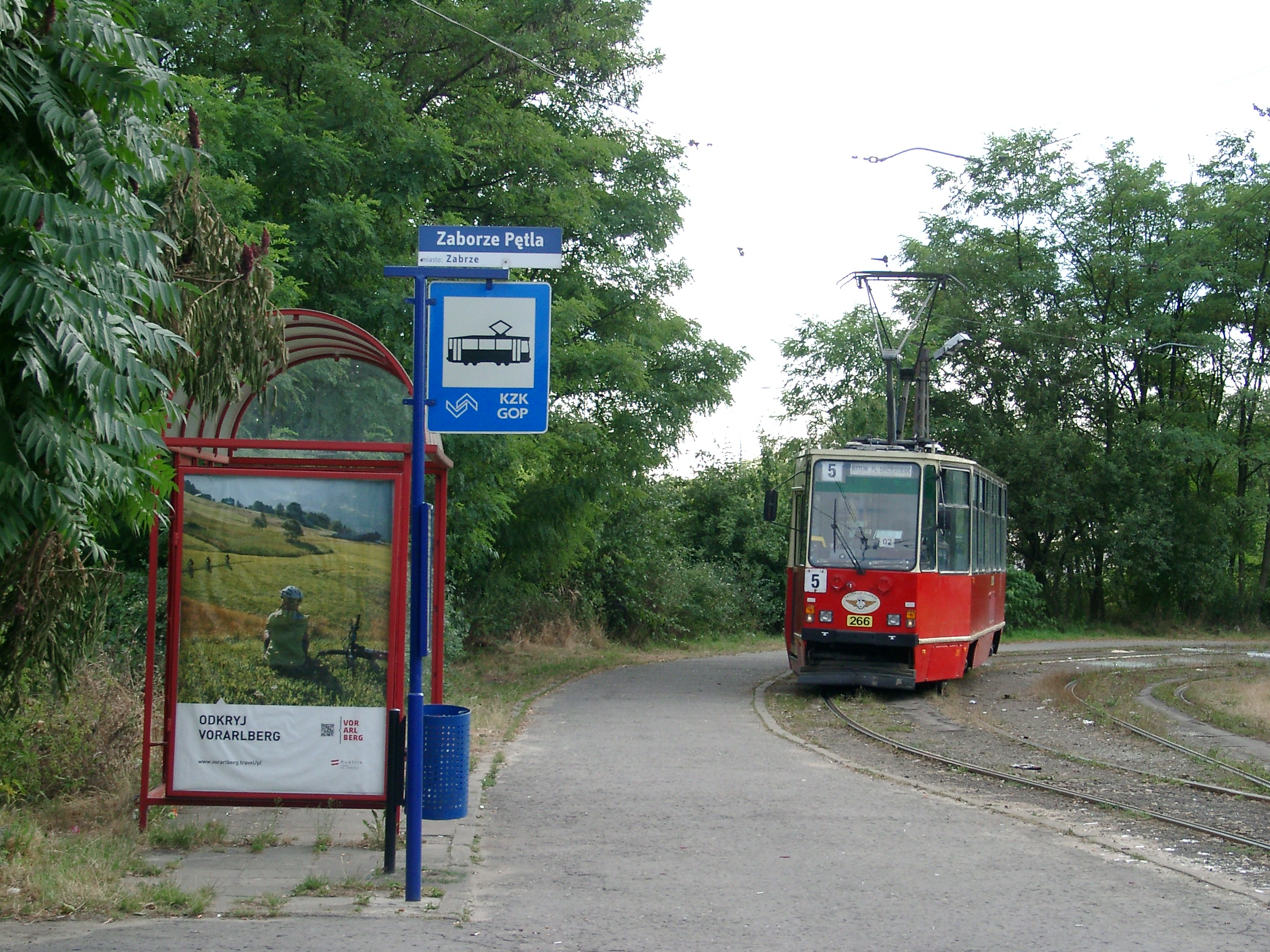
Straßenbahnhaltestelle KZK GOP

Komunikacyjny Związek Komunalny Górnośląskiego Okręgu Przemysłowego (KZK GOP, frei übersetzt etwa Kommunaler Verkehrsverbund des Oberschlesischen Industriegebiets) war der kommunale Verkehrsverbund im oberschlesischen Industriegebiet. Sein Sitz war in Katowice. Der Verbund wurde am 19. September 1991 gegründet und wurde am 1. Januar 2019 durch ZTM ersetzt.
Das Verbundgebiet erstreckte sich im Jahr 2013 über eine Fläche von 1400 Quadratkilometer und umfasst eine Bevölkerung von über zwei Millionen Menschen. Täglich wurde der Verbund von 1,2 Millionen Fahrgästen benutzt, das entspricht einem Modal Split von 57 Prozent.
Die im Verbund integrierten Straßenbahnlinien wurden von der Tramwaje Śląskie betrieben.

## Gründer
Der Verbund wurde von folgenden Kommunen gegründet: Katowice, Bobrowniki, Chorzów, Gierałtowice, Knurów, Mysłowice, Pyskowice, Ruda Śląska, Siemianowice, Sosnowiec und Zabrze.